# Макогоненко Георгій Пантелеймонович
Георгій Пантелеймонович Макогоненко (28 березня (10 квітня 1912), Зміїв, Харківська губернія, Російська імперія — 3 жовтня 1986, Ленінград, Російська РФСР) — російський радянський літературознавець, критик українського походження. Доктор філологічних наук, професор. Член Спілки письменників СРСР (з 1943). Чоловік поетеси Ольги Берггольц (1949—1962).
В 1929 закінчивши школу в Саратові, в 1930 оселився в Ленінграді. Працював чорноробом, калільщиком, співробітником заводської газети.
В 1934 вступив на філологічний факультет Ленінградського державного університету, в 1939 закінчив російське відділення. З університетом ж виявилася пов'язаною вся його подальша наукова біографія. В студентські роки почав поглиблене дослідження літературного та суспільного розвитку Росії XVIII століття.
Учасник радянсько-фінської війни і оборони Ленінграда під час радянсько-німецької війни.
У вересні 1944 вступив до аспірантури ЛДУ, в січні 1946 захистив кандидатську дисертацію «Московський період діяльності Миколи Новікова». З січня 1946 по 1983 працював на філологічному факультеті ЛДУ.